# Pops Mensah-Bonsu
Nana Papa Yaw Dwene Mensah-Bonsu, detto Pops (Londra, 7 settembre 1983), è un ex cestista e dirigente sportivo britannico.
È il fratello di Kojo Mensah-Bonsu.
Alto 206 cm, dotato di grandi doti atletiche, giocava come ala grande. È di origini ghanesi.

## Carriera
In patria fin da giovanissimo pratica diversi sport, tra cui il calcio e l'atletica leggera. Ben presto però emerge la passione per il basket e, vista la taglia fisica, nel 1998 emigra negli Stati Uniti, inizialmente giocando nelle High School, poi nei college.
Nel 2005 Pops Mensah-Bonsu si dichiara eleggibile al draft NBA. Nel 2006 firma un contratto con i Dallas Mavericks, con i quali disputa la preseason. Durante la stagione 2006-07, nella prima fase gioca nella lega di sviluppo D-League con i Fort Worth Flyers, dove ha modo di dimostrare il suo valore mentre nella seconda fase, chiamato dai Mavs, entra in campo occasionalmente.
Nell'estate Mensah-Bonsu disputa la Summer League con i Mavericks, poi viene ingaggiato dalla Benetton Treviso con un contratto annuale.
Nel finale della stagione 2008-09 colleziona svariate presenze nella NBA con i Toronto Raptors, entrando dalla panchina come cambio di Chris Bosh e Andrea Bargnani. Si fa apprezzare dal pubblico dell'Air Canada Center soprattutto per le qualità a rimbalzo e nelle schiacciate.
Poco prima dell'inizio della nuova stagione NBA passa agli Houston Rockets, per poi essere tagliato il 13 novembre. Firma quasi immediatamente un nuovo contratto, venendo ingaggiato nuovamente dai Toronto Raptors per essere di nuovo tagliato il 5 gennaio del nuovo anno. Termina la stagione al CSKA Mosca.
Nel settembre del 2010 si lega al Caja Laboral, ma dopo pochi giorni la società basca comunica l'intenzione di annullare il contratto col giocatore per un problema fisico. Ritorna quindi in NBA, questa volta con la chiamata dei New Orleans Hornets: con la nuova franchigia disputa 7 partite, poi vola in Francia per disputare la seconda parte di stagione con la canotta dell'ASVEL.
Il 2 agosto 2012 dopo un'annata in Turchia col Beşiktaş Milangaz, culminata con 3 titoli, firma un contratto biennale col Maccabi Tel Aviv. Nel settembre 2012, a causa di un infortunio subito ai Giochi olimpici, il Maccabi decide di svincolare il giocatore.
Nell'aprile 2013 firma per l'Olimpia Milano.
Nella sua prima partita in maglia Olimpia contro l'Angelico Biella mette a referto 7 punti con 9 rimbalzi.
Nel maggio 2015 non passa un controllo antidoping risultando positivo al nandrolone, venendo il 26 giugno squalificato per due anni; il 14 ottobre seguente decide dunque di ritirarsi.

## Palmarès

### Squadra
- Liga catalana: 1

Joventut Badalona: 2008
- Campionato russo: 1

CSKA Mosca: 2009-10
- Campionato turco: 1

Beşiktaş: 2011-12
- Coppa di Russia: 1

CSKA Mosca: 2009-10
- Coppa di Turchia: 1

Beşiktaş: 2011-12
- VTB United League: 1

CSKA Mosca: 2009-10
- EuroChallenge: 1

Beşiktaş: 2011-12

### Individuale
- Miglior rimbalzista NBDL: 1

2006-07
- MVP finals EuroChallenge: 1

Beşiktaş: 2011-12